# Ficção científica gótica
Gótico de ficção científica ou Ficção científica gótica, também conhecido como gótico espacial, é um subgênero da ficção científica que envolve convenções da literatura gótica. E por definição o subgênero tenta ao mesmo tempo, incorpora elementos de ficção científica.
Alguns dos exemplos mais óbvios do subgênero de vampiros explicados em um contexto de ficção científica, é que vampiros são alienígenas ou infectados por uma doença (como em Eu Sou a Lenda de Richard Matheson, ou produtos de evolução paralela (Fevre Dream de George R. R. Martin e Blood of the Living de Kate Nevermore). Alguns dispõem de planetas inteiros de vampiros, ou mesmo criaturas inspiradas em vampiros (como os quadrinhos Vampirella). Outras obras do subgênero aplicam convenções do gótico no espaço exterior e o conceito de extraterrestres (como os filmes do Alien, O Enigma do Horizonte ou o vídeo game Doom). Algumas obras de ficção científica gótica com outros subgêneros da ficção científica. Por exemplo, o filme Blade Runner é, principalmente, um cyberpunk neo-noir, mas contém elementos góticos em seus temas e design visual.
Em sua história de ficção científica, Billion Year Spree, Brian Aldiss, sustenta que a ficção científica em si é uma conseqüência da ficção gótica -- apontando para o romance de Mary Shelley, Frankenstein, como um exemplo: "a ficção científica é a busca de uma definição do homem e de seu status no universo, é uma época avançada, mas o estado de confusão do conhecimento (ciência) e características do elenco é do Gótico ou pós-Gótico" A mistura também pode ser detectado muito explicitamente no romance de Jules Verne, Le Château des Carpathes.
Outros exemplos do subgênero utiliza tropos tradicionais do gótico em novas configurações, tais como:
- Donzelas em perigo no futuro distante
- Romance planetário gótico
- Romance futurista gótico